# Wonnegau
Le Wonnegau est une région au Sud de la Hesse rhénane. 
En Wonnegau il y a les villes et communes (villages) suivantes :
- Verbandsgemeinde Eich
- Verbandsgemeinde Monsheim
- Wonnegau (commune fusionnée)
- Ville de Worms

## Origine du nom
Aux IIIe et IVe siècles, les Romains ont nommé la région administrative autour de Worms d'après le tribu des Vangions Civitas Vangionum. Les habitants de Worms gardaient le nom Vangion encore jusqu'au XVIe siècle. Le nom de Wangengau est dérivé de cette désignation et qui se transformait en Wonnegau mieux compréhensible.

## Porteurs de nom
Le nom est intégré dans 
- Wonnegau (commune fusionnée)
- Zone de Service  Wonnegau sur la A 61
- Terroir viticole Wonnegau dans les  Vignobles de Hesse-Rhénane
- Wonnegauviertel dans le quartier Berlin-Nikolassee de Berlin

- (de) Cet article est partiellement ou en totalité issu de l’article de Wikipédia en allemand intitulé « Wonnegau » (voir la liste des auteurs).